# Torneio de Montreux de 1960
O Torneio de Montreux de 1960  foi a 34ª edição do Torneio de Montreux.

## Resultados
|    | Equipe      | Pts | J | V | E | D | GM | GS | DG  |
| -- | ----------- | --- | - | - | - | - | -- | -- | --- |
| 1º | Espanha     | 20  | 7 | 6 | 1 | 0 | 50 | 6  | 44  |
| 2º | Portugal    | 20  | 7 | 6 | 1 | 0 | 52 | 13 | 39  |
| 3º | Itália      | 15  | 7 | 4 | 0 | 3 | 30 | 15 | 15  |
| 4º | Montreux HC | 15  | 7 | 4 | 0 | 3 | 26 | 28 | -2  |
| 5º | França      | 14  | 7 | 3 | 1 | 3 | 30 | 45 | -15 |
| 6º | Inglaterra  | 10  | 7 | 0 | 3 | 4 | 28 | 50 | -22 |
| 7º | Bélgica     | 9   | 7 | 0 | 2 | 5 | 19 | 47 | -28 |
| 8º | Alemanha    | 9   | 7 | 0 | 2 | 5 | 14 | 45 | -31 |

|             | Suíça | Itália | Portugal | Bélgica | Espanha | Inglaterra | França | Alemanha |
| ----------- | ----- | ------ | -------- | ------- | ------- | ---------- | ------ | -------- |
| Montreux HC |       | 4-1    | 3-9      | 6-4     | 0-4     | 3-2        | 3-7    | 7-1      |
| Itália      |       |        | 1-3      | 8-1     | 0-1     | 9-3        | 4-2    | 7-1      |
| Portugal    |       |        |          | 10-1    | 2-2     | 7-4        | 11-2   | 10-0     |
| Bélgica     |       |        |          |         | 2-10    | 7-7        | 2-4    | 2-2      |
| Espanha     |       |        |          |         |         | 12-0       | 15-2   | 6-0      |
| Inglaterra  |       |        |          |         |         |            | 6-6    | 6-6      |
| França      |       |        |          |         |         |            |        | 7-4      |
| Alemanha    |       |        |          |         |         |            |        |          |